# Dalbergia erubescens
Espèce
Statut de conservation UICN

 EN B1+2abcde : En danger
Dalbergia erubescens est une espèce de plantes à fleurs de la famille des Fabaceae.

## Publication originale
- Bulletin du Muséum National d'Histoire Naturelle, Section B, Adansonia. sér. 4, Botanique Phytochimie 18: 180, f. 4(A–H), map. 1996.